# Harcèlement psychologique sur le lieu de travail en droit suisse
En droit suisse, les victimes d'un harcèlement psychologique sur leur lieu de travail sont peu protégées. Elles peuvent surtout compter sur les deux alinéas de l'article 328 du Code des obligations (CO). Sous le titre de la « protection de la personnalité du travailleur », le premier alinéa appelle simplement au respect, à l'équité et à la préservation de la morale. Certes, le risque de harcèlement sexuel y figure explicitement, mais pas les autres formes par lesquelles peuvent se manifester ce que la jurisprudence a fini par désigner sous le terme de mobbing. Sous le même titre, le second alinéa impose à l'employeur de prendre des mesures de protection de la vie et de la santé du salarié, mais dans une formulation très générale et assortie de toute une série de nuances.
Selon le Tribunal fédéral :

« L'art. 328 al. 1 CO impose à l'employeur de protéger et respecter, dans les rapports de travail, la personnalité du travailleur, et de manifester les égards voulus pour sa santé. Le harcèlement psychologique, ou mobbing, contrevient à cette obligation. Il se définit comme un enchaînement de propos et/ou d'agissements hostiles, répétés fréquemment pendant une période assez longue, par lesquels un ou plusieurs individus cherchent à isoler, à marginaliser, voire à exclure une personne sur son lieu de travail. La victime est souvent placée dans une situation où chaque acte pris individuellement peut éventuellement être considéré comme supportable, alors que l'ensemble des agissements constitue une déstabilisation de la personnalité […] »

Cette protection de la personnalité impose à l’employeur de prendre de mesures adéquates pour prévenir, repérer et désamorcer les situations conflictuelles.
Le harcèlement psychologique au travail est également contraire aux dispositions de la loi sur le travail protégeant la santé des travailleurs,.
Le constat qui précède est complété par plusieurs spécificités du marché du travail suisse, a fortiori en Suisse romande, à savoir :
- un licenciement isolé, pour autant qu'il soit donné dans les formes et qu'il respecte les délais prescrits, y est juridiquement irrévocable (la seule exception concernant les femmes enceintes) ;
- la pratique du certificat de travail[6] combinée à des usages et des codes de rédaction (effectifs mais non reconnus par les tribunaux), codes et usages susceptibles de pénaliser un demandeur d'emploi ;
- une taille du marché qui s'avère réduite, où les employeurs potentiels d'une branche d'activité se connaissent entre eux pour la plupart.

En cas de situation conflictuelle avérée, l'employé harcelé correspond plus que jamais à la partie réputée juridiquement la plus « faible ». Pour autant que des clauses de confidentialité n'empêchent pas de les connaître, les issues de pareilles situations confirment la marge de manœuvre des employeurs qui auraient manqué à leurs devoirs, puisque ces issues correspondent quasiment toutes à des versements d'indemnités[réf. nécessaire].